# Ferula amanicola
Ferula amanicola là một loài thực vật có hoa trong họ Hoa tán. Loài này được Hub.-Mor. & Pesmen mô tả khoa học đầu tiên năm 1971.